# Selio Marselis
Selio (eller Selius) Marselis (født 15. december 1602 i Rotterdam, død 20. marts 1663 i København) var en hollandsk købmand, norsk postdirektør og oberbergamtsråd, bror til Gabriel og Leonhard Marselis.

## Baggrund
Hans forældre var købmand, senere dansk faktor i Amsterdam og dansk kommissær og resident i Hamborg Gabriel Marselis den ældre (død 1643) og Anne L'Hermite (død 1652). I 1620 tiltrådte han en
udenlandsrejse, der varede 11 år, og som tog ham til Finland, Rusland og endog til Ostindien. Efter sin hjemkomst ægtede han 28. april 1634 i Amsterdam Anna van der Straten (død 3. september 1654), datter af Jan Fransz van der Straten og Sara Moncks.

## Handel med Danmark og karriere i Norge
Som følge af familiens nøje forbindelse med Danmark og Norge bosatte han sig 1644 i Christiania, hvor han ejede en løkke uden for byen, og udfoldede en betydelig virksomhed under krigen med Sverige, især ved at påtage sig at levere 8 orlogsskibe. Ved Hannibal Sehesteds gunst opnåede han også i juli 1646 store særrettigheder i henseende til skattefrihed og til religionsfrihed for sig og sit hus som reformerte, og disse privilegier blev senere dels udvidede, dels forlængede til stor misfornøjelse for Christianias borgerskab. Både under Christian IV og under Frederik III drev han store forretninger med regeringen, såvel ved leverancer som ved lån, og ofte på den mest hensynsløse måde. Men skønt der 1651 opdagedes graverende misligheder ved hans leverancer, vedblev hans indflydelse, og han fik i oktober 1653 en generalkvittering for manglerne, ligesom der senere blev afstået ham jordegods og bjergværker og anvistes ham store indtægter til dækning af hans krav. I november 1653 fik han endvidere, måske på foranledning af den nye danske generalpostmester Poul Klingenberg, direktionen og inspektionen over det norske postvæsen; hertil kom i januar 1657 hans udnævnelse til bergamtsråd i Norge.

## Under Svenskekrigene
Da det stundede til krig med Sverige i foråret 1657, sendtes han af regeringen til Holland for at skaffe lån og søofficerer; i efteråret samme år påtog han sig sammen med sin broder Gabriel og nogle andre store leverancer til Hæren, og i alt fald fra 1658 af har han tilbragt den meste tid i København. Under stormen på denne stad 11. februar 1659 havde han en kommando over hollandske matroser ved Kastellet. I september 1660 fik han følgebrev til Bakke og Rejns Klostres Len i Norge; tillige var han medlem af forskellige kommissioner. 20. marts 1663 døde han i København. Han er begravet i Vor Frue Kirke.